# Diplopseustis
Diplopseustis là một chi bướm đêm thuộc họ Crambidae.

## Các loài
- Diplopseustis constellata Warren, 1896
- Diplopseustis metallias Meyrick, 1897
- Diplopseustis nigerialis Hampson, 1906
- Diplopseustis pallidalis Warren, 1896
- Diplopseustis perieresalis (Walker, 1859)[3]
- Diplopseustis prophetica Meyrick, 1887
- Diplopseustis selenalis Hampson, 1906

## Hình ảnh

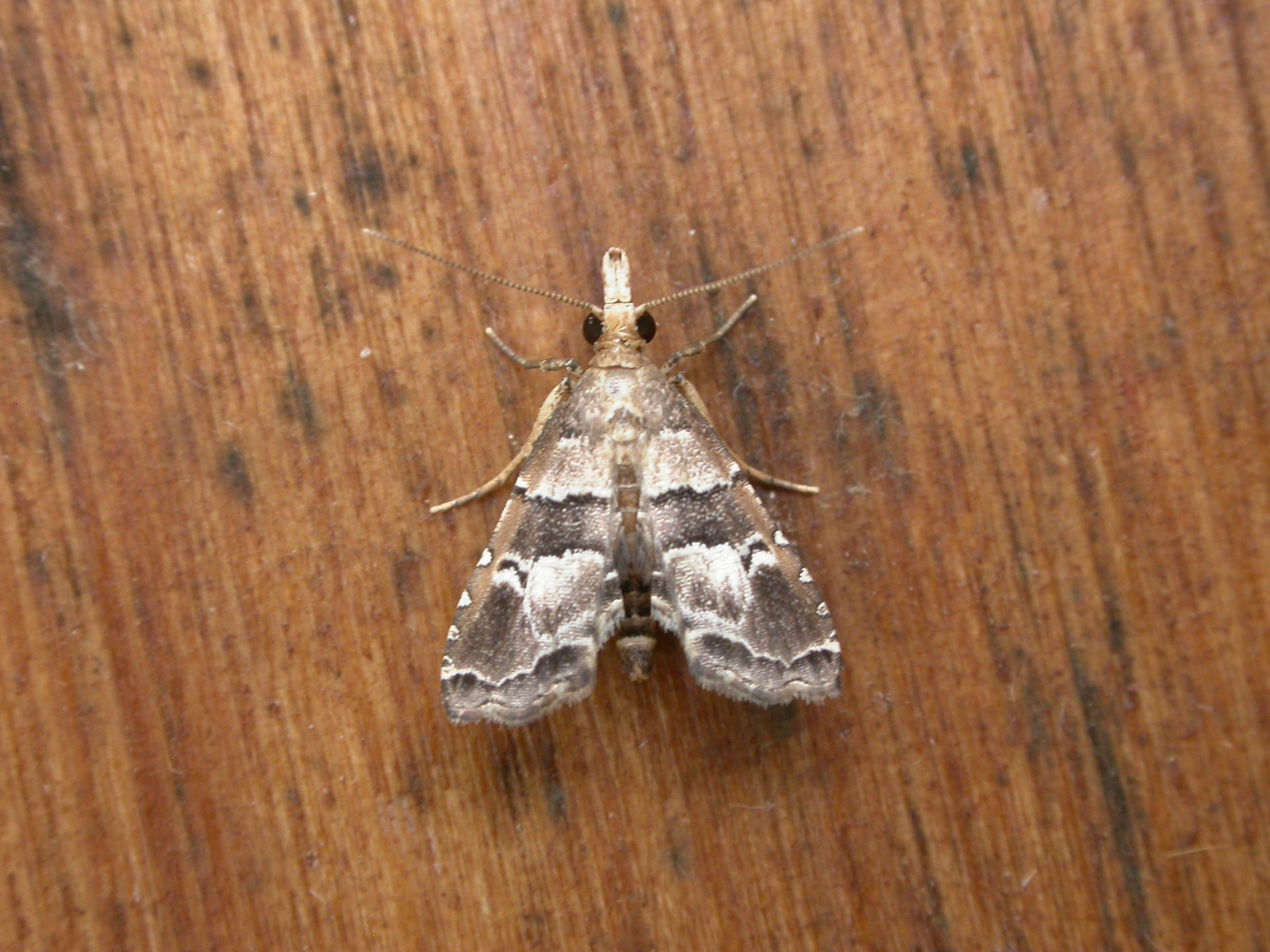